# 카미뉴 다스 인디아스
《카미뉴 다스 인디아스》(포르투갈어: Caminho das Índias)는 2009년 방영된 브라질의 텔레노벨라이다.

## 같이 보기
- 인도의 카스트
- 인도의 문화
- 마살라 차이
- TV 글로부